# Wentenata
Wentenata (Ventenata Koeler) – rodzaj roślin z rodziny wiechlinowatych (Poaceae). Obejmuje 8 gatunków. Rośliny te występują w południowej Europie, w północnej Afryce (Algieria) i w zachodniej Azji (od Azji Mniejszej i Palestyny po Kazachstan i Iran. W Polsce spotykana jest zawlekana przejściowo wentenata zwodnicza V. dubia.

## Systematyka
Pozycja systematyczna
Rodzaj z rodziny wiechlinowatych (Poaceae), rzędu wiechlinowców (Poales). W obrębie rodziny należy do podrodziny wiechlinowych (Pooideae), plemienia Poeae, podplemienia Ventenatinae.
Wykaz gatunków
- Ventenata blanchei Boiss.
- Ventenata dubia (Leers) Coss. & Durieu – wentenata zwodnicza[5]
- Ventenata eigiana (H.Scholz & Raus) Dogan
- Ventenata huber-morathii (Dogan) D.Heller
- Ventenata macra (Steven ex M.Bieb.) Balansa ex Boiss.
- Ventenata quercetorum Boiss. & Balansa
- Ventenata sorgerae (Dogan) D.Heller
- Ventenata subenervis Boiss. & Balansa